# Nabi (peinture)
Pour les articles homonymes, voir Nabi.

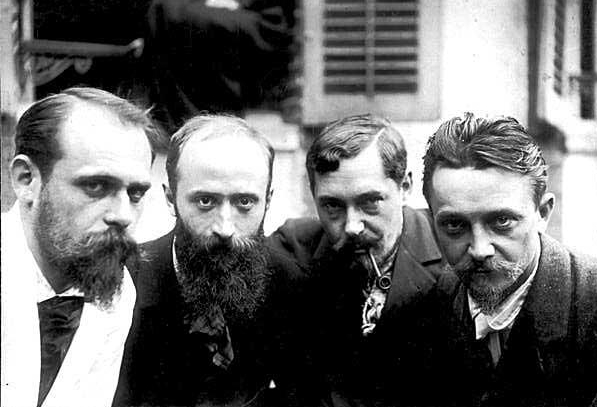
Ker-Xavier Roussel, Édouard Vuillard, Romain Coolus et Félix Vallotton, photographie de Louis-Alfred Natanson, 1899.

Le mouvement nabi (dont les membres sont les nabis) est un mouvement artistique postimpressionniste d'avant-garde, né en marge de la peinture académique de la fin du XIXe siècle et du début du XXe siècle.

## Histoire
Nabi est le nom que se sont donné les jeunes peintres qui se regroupent autour de Paul Sérusier, vers 1888. Le terme nabi, en arabe, ou nevi'im, נביאים en hébreu, signifie dans un sens actif « orateur » ou « annonciateur », ou, dans un sens passif, « celui qui est ravi dans une extase » ou « appelé par l'esprit ». En Occident, nabi a été traduit par « prophète », « illuminé », ou encore « celui qui reçoit les paroles de l'au-delà », « l'inspiré de Dieu ».

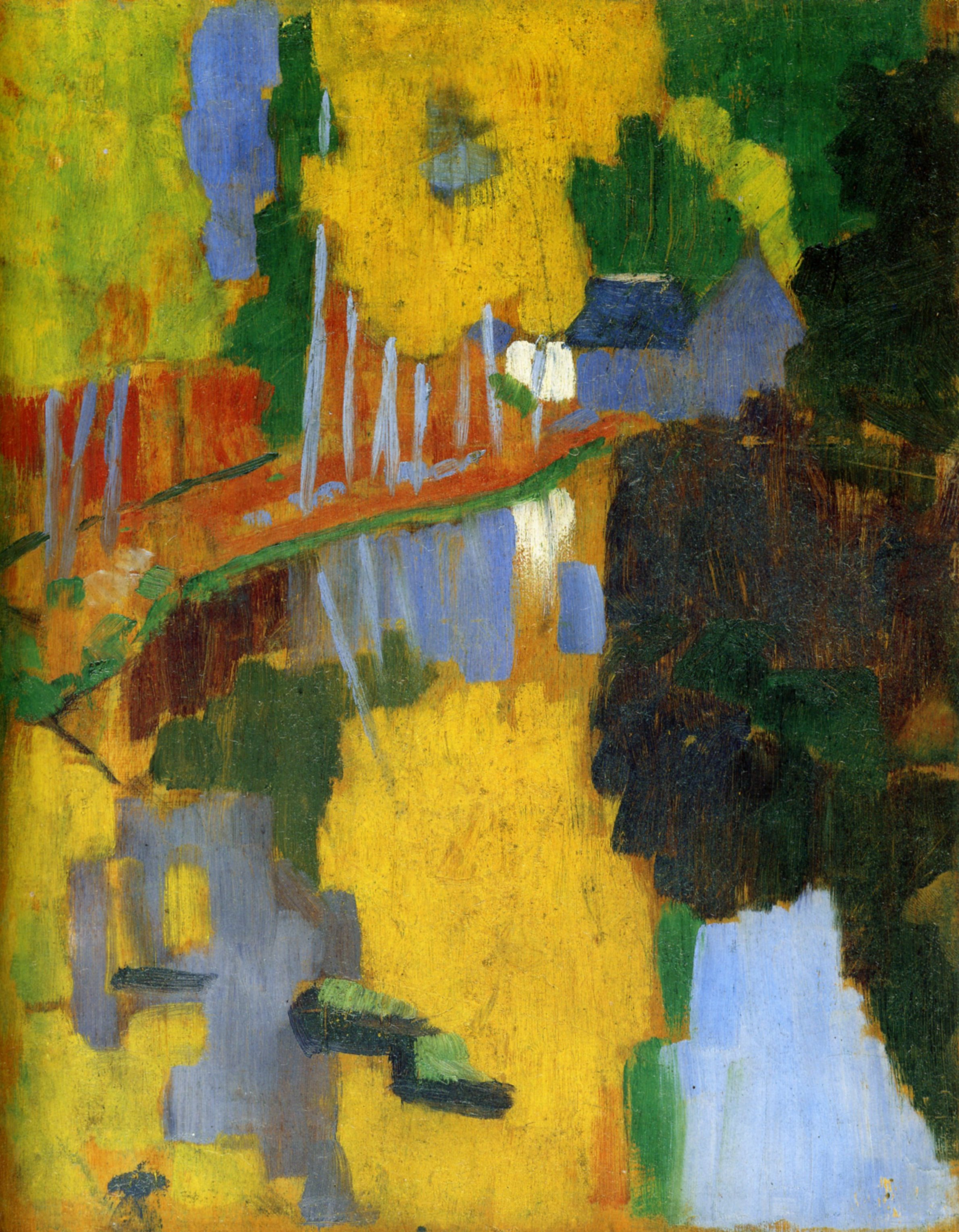
Paul Sérusier, Le Talisman, l'Aven au Bois d'Amour (1888), huile sur bois, Paris, musée d'Orsay.

Ce cercle naît d'une controverse autour d'une peinture de Paul Sérusier, Le Talisman, l'Aven au Bois d'Amour, réalisée sous la direction de Paul Gauguin, rencontré en Bretagne à Pont-Aven, durant l'été 1888. Gauguin encourage Sérusier à se débarrasser de la contrainte imitative de la peinture, à user de couleurs pures et vives, à ne pas hésiter à exagérer ses visions, et à donner à ses peintures sa propre logique décorative et symbolique.
Lorsque Sérusier revient à Paris, son tableau fait naître des débats enflammés avec les autres étudiants de l'Académie Julian et de l'École des Beaux-Arts, sur le rôle sacré de l'art et de la peinture. Sérusier forme le groupe des nabis, avec ses proches amis, Pierre Bonnard, René Piot, Henri-Gabriel Ibels, Maurice Denis, Édouard Vuillard, Ker-Xavier Roussel, Paul Ranson. En 1891, le Hollandais Jan Verkade, en 1892, le Suisse Félix Vallotton, puis Georges Lacombe, Mogens Ballin, József Rippl-Rónai, Charles Filiger, Adolf Robbi, ainsi que Georges Joseph Rasetti et le sculpteur Aristide Maillol, les rejoignent.

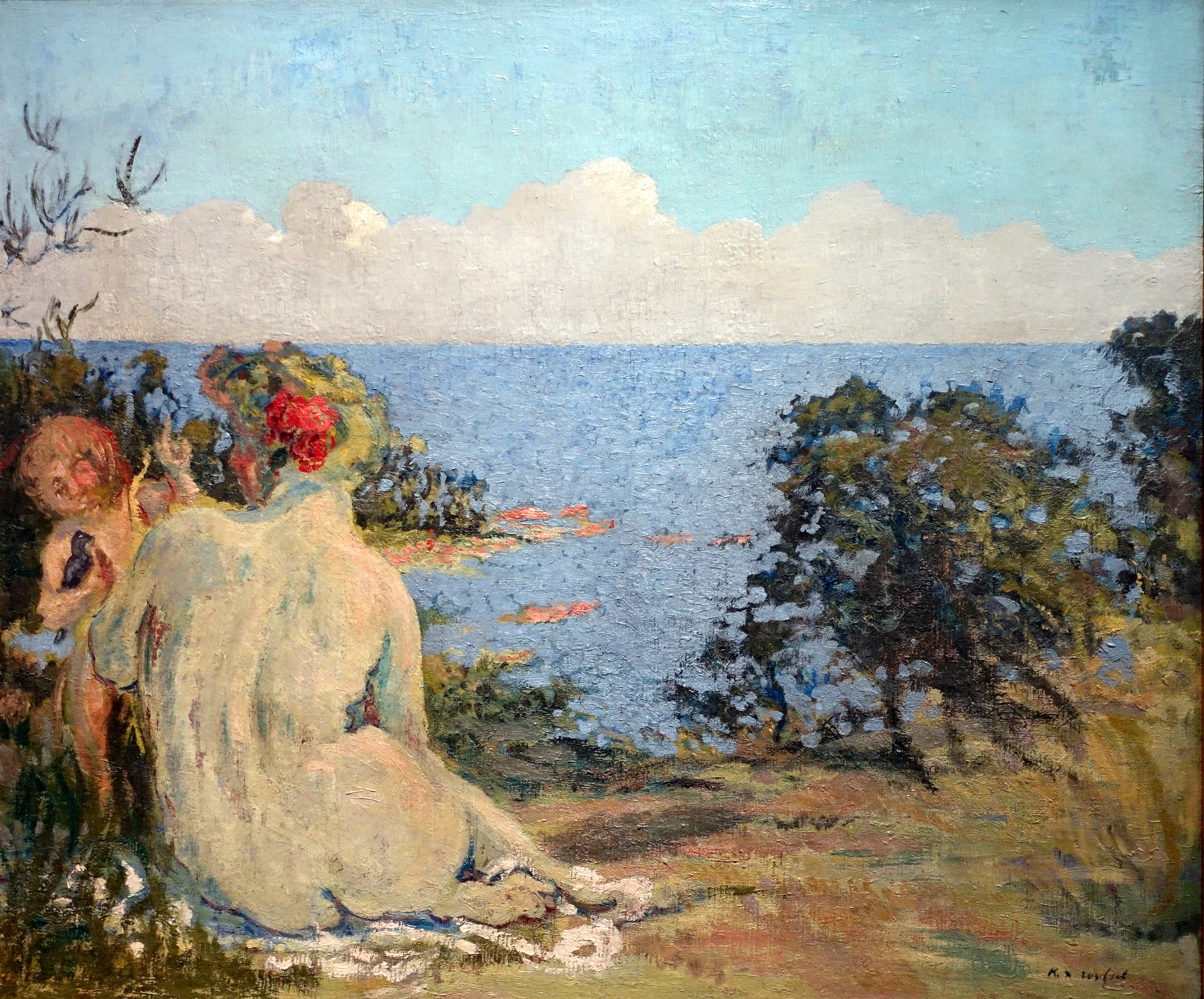
Ker-Xavier Roussel, Vénus et l'Amour au bord de la mer (1908), huile sur toile, Paris, musée d'Orsay.

Ils se donnent tous un surnom, signe de leur initiation, et paraphent les lettres qu'ils échangent du sigle « ETPMVMP » (« En ta paume mon verbe et ma pensée ») :
- Paul Sérusier : « le nabi à la barbe rutilante », ou « le bon nabi », ou encore « nabi boutou coat » (le nabi aux sabots de bois en breton) ;
- Pierre Bonnard : « le nabi très japonard[6] » ;
- Paul-Élie Ranson : « le nabi plus japonard que le nabi japonard » ;
- Maurice Denis : « le nabi aux belles icônes » ;
- Édouard Vuillard : « le nabi zouave » ;
- Henri-Gabriel Ibels : « le nabi journaliste » ;
- Jan Verkade : « le nabi obéliscal » ;
- Mogens Ballin : « le nabi danois » ;
- Georges Lacombe : « le nabi sculpteur » ;
- József Rippl-Rónai : « le nabi hongrois » ;
- Félix Vallotton : « le nabi étranger ».

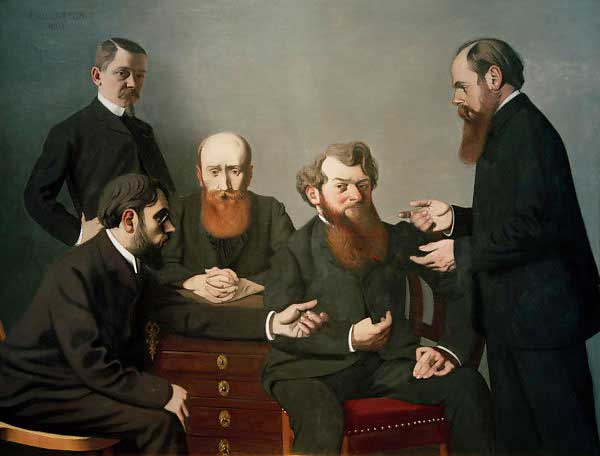
Félix Vallotton, Cinq peintres (1903) : l'auteur Félix Vallotton (debout), Pierre Bonnard, Édouard Vuillard, Charles Cottet et Ker-Xavier Roussel (debout). 145 x 187 cm, Kunstmuseum, Winterthur.

Le mouvement ne dure que quelques années. Les nabis, vers 1900, prennent des voies différentes. Il faut toutefois préciser que l'appellation « nabi » n'aura jamais été publique ni revendiquée lors des expositions de ces artistes à l'époque. Son usage courant dans l'historiographie ne date que des années d'après la Seconde Guerre mondiale et ne connaît une plus grande diffusion qu'à partir des années 1980. En effet, au XIXe siècle, le terme est utilisé entre eux par les peintres, non sans une certaine distance, voire avec humour, et il ne recouvre pas non plus une spiritualité réelle ou commune, ni une véritable société rituelle. Ainsi le Portrait de Paul Ranson en tenue nabique par Sérusier (Paris, musée d'Orsay), est-il purement fantaisiste.

## Caractéristiques

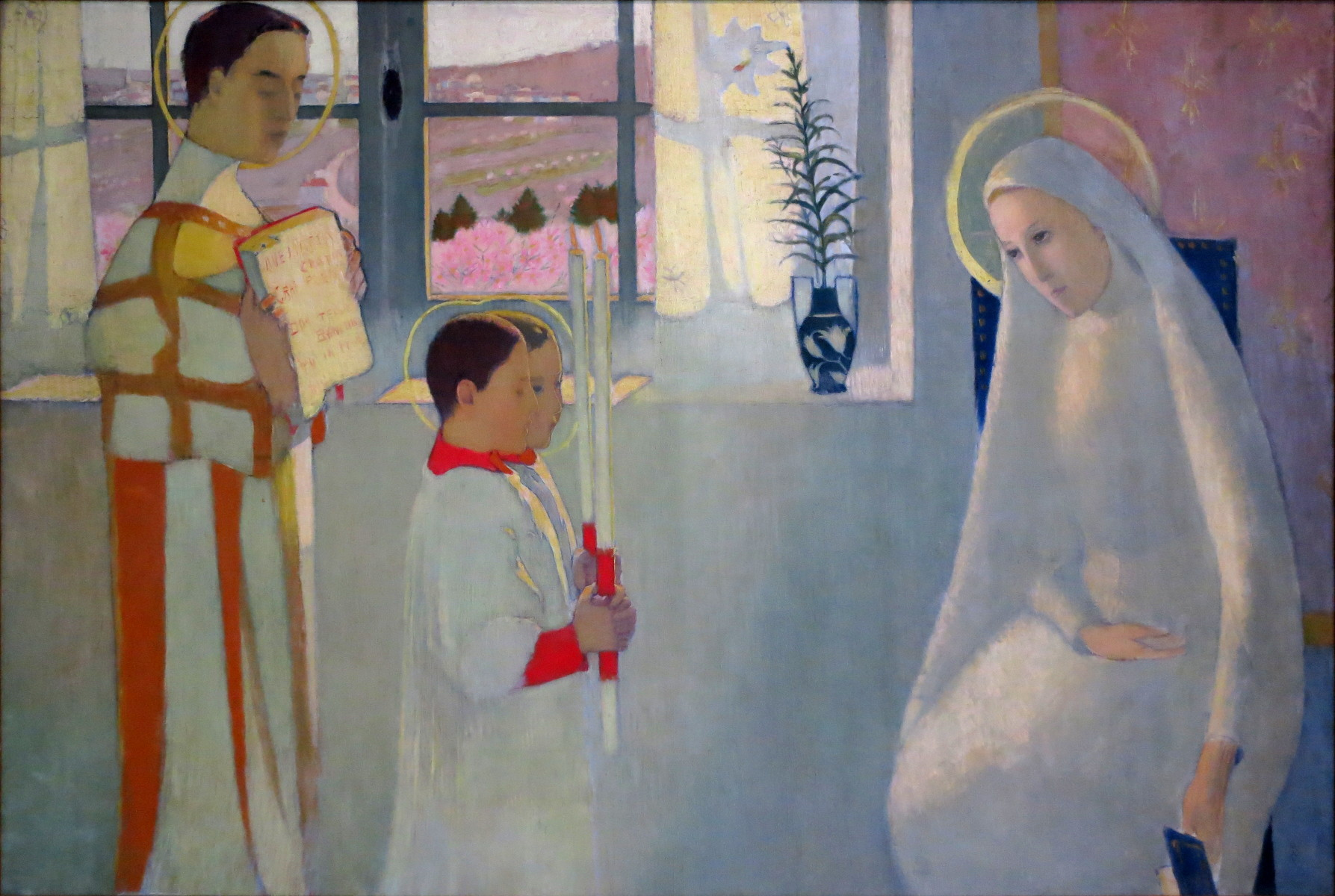
Maurice Denis, Le Mystère catholique (1889), huile sur toile, Saint-Germain-en-Laye, musée départemental Maurice-Denis.

En réaction à l'impressionnisme, au naturalisme, les nabis veulent libérer leur peinture des exigences du réalisme, comme Henri-Gabriel Ibels a pu l'écrire : « Ensemble, nous avons méprisé l'école et les écoles, les rapins, leurs traditions, leurs farces et leurs bals inutilement nudistes. Ensemble nous nous sommes sérieusement amusés ».
Détachés ou non du christianisme, les artistes nabis cherchent des voies plus spirituelles au contact de philosophies et de doctrines nouvelles teintées d'Orient, d'orphisme, d'ésotérisme et de théosophie. Ils s'appliquent à retrouver le caractère « sacré » de la peinture et à provoquer un nouvel élan spirituel au moyen de l'art.
L'art des nabis qui continue celui de l'école de Pont-Aven, de Gauguin, de Van Gogh, de Cézanne, et d'Odilon Redon, s'imprègne, comme les œuvres des musiciens de leur époque, Satie et Debussy, d'orientalisme et de japonisme, notamment au travers des ukiyo-e parus dans la revue Le Japon artistique. Vuillard a possédé une importante collection d'objets japonais. Ils se sont nourris des textes de sagesse orientale et des ouvrages ésotériques et « occultisants », fort en vogue à l'époque.